# Strongylacidon poriticola
Strongylacidon poriticola är en svampdjursart som beskrevs av van Soest 1984. Strongylacidon poriticola ingår i släktet Strongylacidon och familjen Chondropsidae. Inga underarter finns listade i Catalogue of Life.